# Rockaway Park
Rockaway Park est un quartier du Queens, arrondissement de la cité (city) de New York, aux États-Unis, situé dans la péninsule de Rockaway à l'ouest de Long Island.

## Situation
Rockaway Park est situé entre Belle Harbour à l'ouest et Seaside et Rockaway Beach à l'est, niché entre la baie de Jamaica au nord et l'océan Atlantique au sud.
Le quartier est l'un des terminus du S Rockaway Park Shuttle (localisation de la gare : 40° 34′ 50″ N, 73° 50′ 14″ O).

## Liens
- Notices d'autorité :   - Israël